# Gorki-9
 (novembre 2015).
Si vous disposez d'ouvrages ou d'articles de référence ou si vous connaissez des sites web de qualité traitant du thème abordé ici, merci de compléter l'article en donnant les références utiles à sa vérifiabilité et en les liant à la section « Notes et références ».
Gorki-9 est une résidence d’État se trouvant à 15 kilomètres à l’ouest du Moscou près de Bouzaïevo.
Il s’agit d’un domaine d’environ 80 hectares entourée d’une haute clôture et dont la protection est assurée par le Service fédéral de sécurité de la fédération de Russie.

## Histoire
La résidence de Gorki-9 était à l’origine un palais d’État où vécurent Viatcheslav Molotov puis Nikita Khrouchtchev. 
Dans les années 1990 le premier président russe, Boris Eltsine, vivait à Gorki-9. En 1995 l'administration du district d'Odintsovo a attribué à Eltsine l'ancienne dacha de Gorki dans le village de Gorki-10 ainsi que la résidence présidentielle de Gorki-9.
Boris Eltsine utilisait régulièrement la résidence de Gorki-9 lorsqu'il était président. Après sa démission en 1999 il conserva la propriété jusqu’à sa mort en 2007.
Après son décès en 2007 sa veuve était incapable de vivre seule dans l'immense maison de Gorki-9 et a finalement déménagé dans son appartement à Moscou. 
En 2008 Gorki-9 a été attribué à Dimitri Medvedev alors devenu président de la Russie.
La villa est entourée d’un domaine de 80 hectares.
Elle est aujourd’hui toujours habitée par Dmitri Medvedev qui y demeure avec son épouse Svetlana, son fils Ilya et sa mère. L’intérieur a été décoré par l’Italien Roberto Provazi. La propriété dispose d’une chapelle privée, d’un héliport, d'un golf bordant la rivière Moskova ainsi que d'un lac.
De style néo-classique Gorki-9 est la plus grande des résidences officielles attribuées au président du gouvernement russe.

## Rencontres officielles
Gorki-9 fut durant la présidence de Dmitri Medvedev le lieu où il recevait les chefs d’État étrangers en visite en Russie. Le président américain Barack Obama s’y rendit le 6 juillet 2009.